# Bundesschild

Bundesschild

Der Bundesschild ist ein deutsches Wappen, das ähnlich dem Bundeswappen den Bundesadler darstellt. Bundesadler und Wappenschild werden jedoch anders gestaltet und symbolisieren die hoheitlich staatliche Gewalt, wie aus seiner Verwendung hervorgeht.
Der Bundesschild wird ausschließlich auf der Dienstflagge der Bundesbehörden, auf der Standarte des Bundeskanzlers und bestimmter Bundesbehördenleiter, auf der Dienstflagge der Seestreitkräfte der Bundeswehr sowie auf den Truppenfahnen der Bundeswehr verwendet. Die Auslandsvertretungen der Bundesrepublik verwenden die Dienstflagge ebenfalls, aber das Wappen als Amtsschild. Der Bundesschild wird von keiner Behörde als Amtsschild verwendet.
Die Verwendung von Dienstflaggen der Bundesbehörden sowie Flaggen mit einem Bundesadler durch Bürger ist von den Bundesbehörden unerwünscht. Nach § 124 OWiG ist das „unbefugte“ Verwenden dieser Symbole eine Ordnungswidrigkeit. Diese wird jedoch, insbesondere im Umfeld von Sportveranstaltungen, meist nicht geahndet.

Bundeswappen Deutschlands, wie 1950 per Muster festgelegt

Historisches Vorbild des Bundesschildes ist der Reichsschild, das frühere Wappen der Weimarer Republik

Die Blasonierung von Bundeswappen und Bundesschild ist gleichlautend. Die Unterschiede ergeben sich aus verschiedenen Vorschriften und aus Tradition. In der Flaggenverordnung des Reichspräsidenten vom 11. April 1921 wurde der Begriff vom Reichsschild das erste Mal amtlich verwendet. Da sich die Verkündung der Bundessymbole aus dem Jahr 1950 auf ein Bundeswappen bezieht, in der durch Muster festgelegt ist, dass der Wappenschild ein Renaissanceschild (mit der Spitze unten ausgezogen) sein muss, bezieht sich der Bundesschild auf ein älteres Muster, die der vorgenannten Flaggenverordnung aus dem Jahr 1921 beilag und 1996 erneuert wurde. In der Verordnung von 1921 ist das Wappen, das dort als Reichsschild bezeichnet wurde, am unteren Ende halbrund. Gemäß seiner Verwendung als Symbol der hoheitlich staatlichen Gewalt bekam der Adler des Bundesschilds Muskeln auf den unterschiedlich gestutzten Schwingen und das elfgliedrige Schwanzgefieder ist dem Hohenzollernadler ähnlicher als dem dreigliedrigen Republikadler.